# Ferran Rahola i Auguet
Ferran Rahola i Auguet (Girona, 1914 - Reims, 1994). Mestre, representant comercial i dibuixant.

## Biografia
Fill de l'intel·lectual Carles Rahola i Llorens i de Rosa Auguet i Farró, va estudiar magisteri a l'Escola Normal de Girona i l'any 1935 va començar a exercir de mestre a l'Escola Unitària de Campdevànol. Un any més tard va ser destinat a l'Escola Unitària de Santa Eugènia de Ter, una escola de nova creació on tenia al seu càrrec 24 alumnes.
L'inici de la Guerra Civil va suposar un punt d'inflexió a la seva vida, ja que va ser mobilitzat al front d'Aragó i, tot i trobar-se a la rereguarda, les penúries de la nova situació quedaren reflectides en les cartes que envià a la seva família des del front, algunes de les quals es conserven a l'Arxiu Municipal de Girona.
El febrer de 1939, com molts altres exiliats, va travessar la frontera francesa i va anar a raure al camp de concentració d'Argelers, primer, i al de Bram després. Des d'allà va rebre la notícia de l'afusellament del seu pare el 15 de març de 1939 per part de l'exèrcit franquista. Quan va sortir del camp de concentració es va instal·lar a Montpeller, on va fer diverses feines, com la de manobre o conductor de camions, fins que Santiago Vila, un català exiliat com ell, exdiputat del Parlament de Catalunya, li va oferir un lloc de treball com a representant comercial de l'empresa Savonnerie Perpignanaise.
A Montpeller va conèixer Dolors Fabra, filla de Pompeu Fabra, amb la qual es va casar l'any 1942. La correspondència revela que Ferran Rahola va col·laborar estretament amb el seu sogre en la seva tasca filològica. A França va entrar en contacte amb altres exiliats catalans, alguns dels quals van quedar retratats en els seus dibuixos i caricatures, com Pau Casals, Pompeu Fabra, Josep Maria Corredor, Carles Pi Sunyer, Antoni Rovira i Virgili, Miquel Santaló, Josep Tarradellas o Eugeni Xammar.
El 1954 canvià de feina i es traslladà a Reims, juntament amb la seva família, on treballà en una empresa tapera de la qual Felip Calvet era accionista. Va morir a Reims l'any 1994.

## Fons documental
A principis de l'any 2018 el fill de Ferran Rahola, Pompeu Rahola i Fabra (Perpinyà, 1954), va fer donació a l'Ajuntament de Girona, d'un fons documental format per prop de tres-cents dibuixos i llibretes d'esbossos del seu pare, el mestre i caricaturista Ferran Rahola i Auguet (Girona, 1914-Reims, 1994), a més d'una seixantena de fotografies de família, part de la seva correspondència, un plec de textos manuscrits sobre pedagogia i política, entre ells un diari de classe que elaborà els anys que exercí de mestre, i material divers, com ara visats i salconduits expedits durant el seu llarg i definitiu exili a França. Entre la documentació familiar del fons documental de Carles Rahola es conserven moltes de les cartes que Ferran Rahola envià als seus pares.